# Собор Святого Фернандо (Манила)

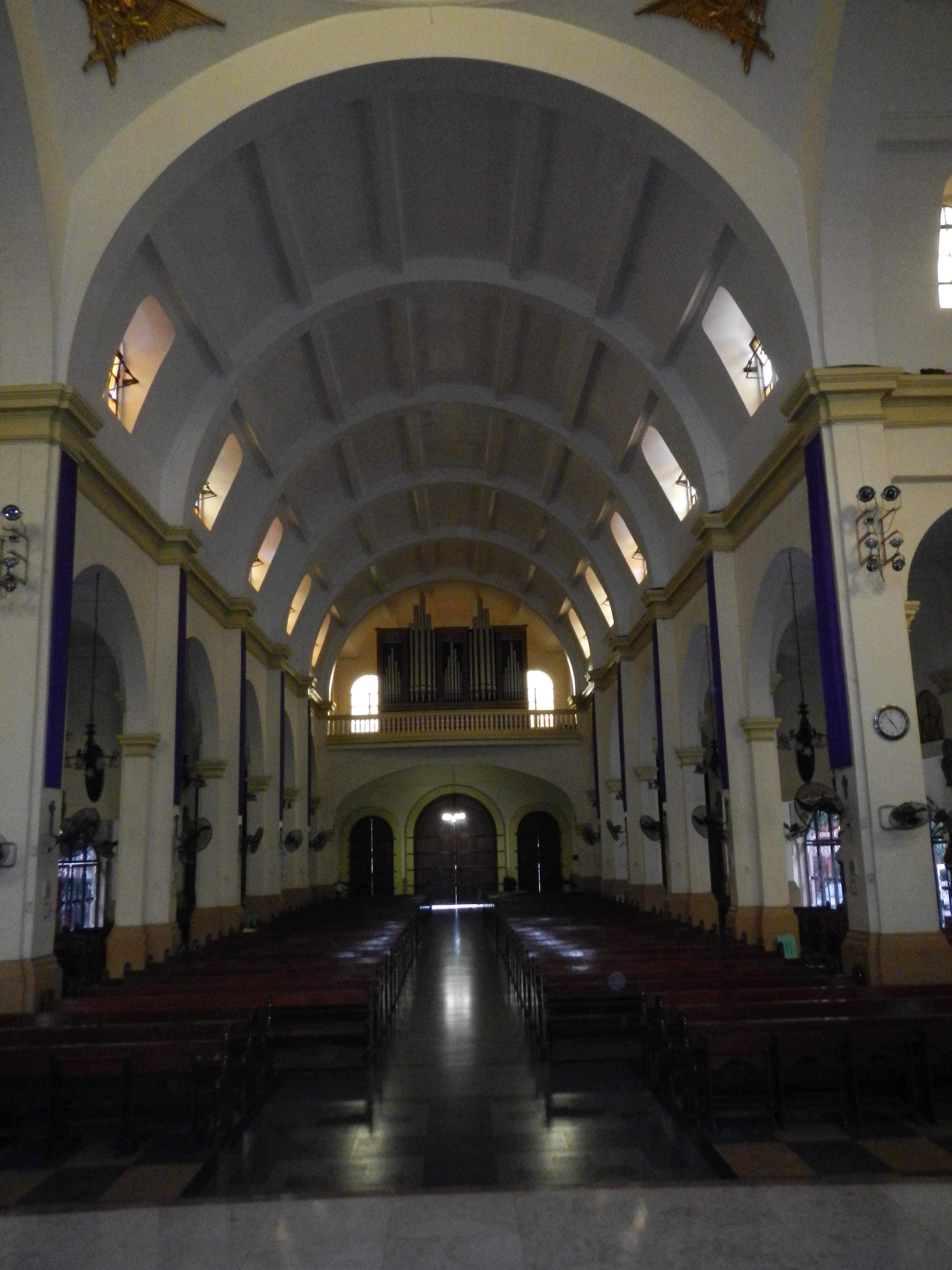
Внутренний интерьер храма

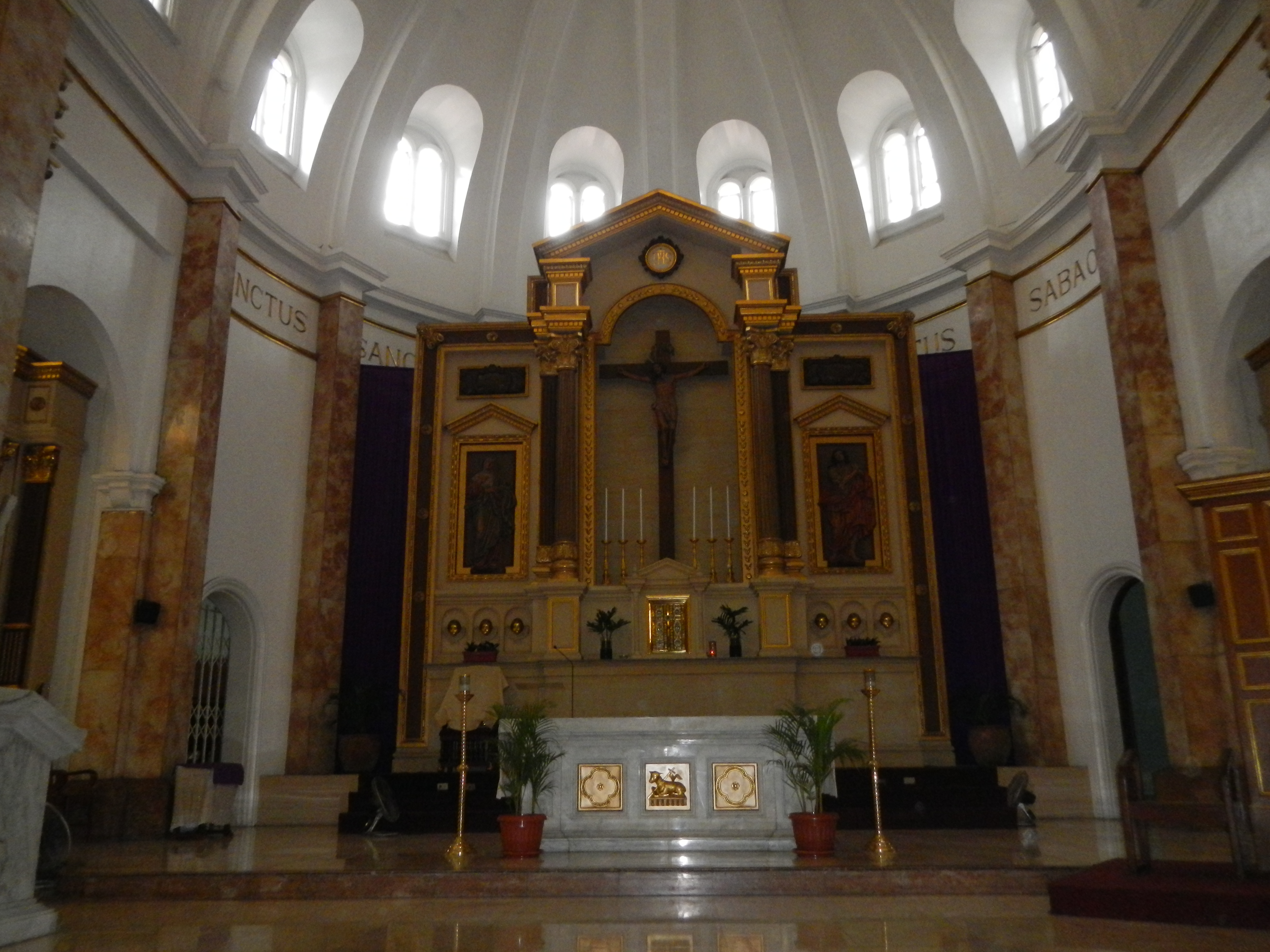
Разрушенный храм после американской бомбардировки 1945 года

Собор Святого Фердинанда, другое наименование — Собор Святого Фердинанда Дилао в Пако (филипп. Simbahang San Fernando de Dilao ng Paco) — католическая церковь, находящаяся в городе Манила, Филиппины. Находится в границах исторического района Пако. Про-кафедральный собор архиепархии Манилы. Храм назван в честь испанского короля святого Фернандо III.

## История
Современное филиппинское наименование «Дилао» (от dilaw — жёлтый) произошло от использования жёлтой краски, которой покрашены внешние стены храма. 
Храм святого Фернандо был построен в 1580 году. Первоначально храм назывался в честь Пресвятой Девы Марии и представлял собой небольшую церковь, сделанную из бамбука. В 1599 году священник-францисканец Хуан де Гарровильяс начал строительство каменного храма, которое завершилось в 1601 году. 3 октября 1603 года во время беспорядков в Маниле китайские повстанцы напали на церковь и сожгли её. В 1606 году здание было восстановлено на средства, предоставленные священником Франсиско Гомесом де Арельяно. В 1762 году во время битвы за Манилу при вторжении английских войск храм снова пострадал от обстрелов. Через некоторое время сохранившиеся после обстрела руины церкви были сожжены англичанами во время Семилетней войны. В 1791 году был возведён временный храм из бамбука.
В 1793 году священник-францисканец Хоакин Сегуи начал строительство нового монастыря, который был разрушен в 1880 году во время землетрясения. В 1809 году францисканец Бернардо дела Консепсьон начал строительство нового храма на месте бамбуковой часовни, которое завершилось в 1814 году. Этот храм носил наименование «Antigua Iglesia de Paco» (Старая церковь в Пако). В 1841 году у этому храму была пристроена отдельно стоящая колокольня. Второй храм был снова значительно пострадал от землетрясения 1852 года и полностью разрушен землетрясением 1880 года.
В 1881 году священник Гильберто Мартин взялся за восстановление храма, но его почти завершённый храм был частично разрушен тайфуном 1892 года. В 1896 году он завершил восстановление третьего храма. 5 февраля 1899 года этот храм был взорван и полностью сожжён во время испанско-американского конфликта за Филиппины. В 1909 году бельгийские священники из монашеской конгрегации Непорочного Сердца Пресвятой Девы Марии принялись за строительство современного четвёртого храма, которое завершил в следующем году филиппинский священник Раймундо Эскинет. Храм был построен в романском стиле с барочными элементами. В 1924 году священник Хосе Бильи расширил пространство церкви.
С 7 февраля 2012 года по 9 апреля 2014 год храм использовался в качестве кафедрального собора Манилы во время структурного ремонта храма Непорочного Зачатия Пресвятой Девы Марии.
В настоящее время настоятелем храма является монсеньор Фрай Роландо де ла Крус, который исполняет должность генерального модератора.